# Gustav Backström
Gustav Backström, född 3 januari 1995 i Lindesberg, Sverige, är en svensk professionell ishockeyspelare. Från säsongen 2014/2015 spelar Backström för Örebro hockey där han är assisterande lagkapten.
Gustav Backström har även 5 spelade matcher för sveriges nationallag som han spelade Euro hockey tour med.

## Klubbar
- Örebro HK (2014/2015-)
- HC Vita Hästen (2015/2016) Utlånad från Örebro HK
- Guldsmedshytte SK (ungdomen)